# Przełęcz nad Łapszanką
Przełęcz nad Łapszanką (943 m) – przełęcz na Pogórzu Spiskim w grzbiecie ciągnącym się od Bryjowego Wierchu poprzez Holowiec (1035 m), Petrelovkę (940 m) i Malorówkę do Zubrovki. Znajduje się w tym grzbiecie pomiędzy Holowcem a nienazwanym wzgórzem o wysokości 980 m (po wschodniej stronie należącego do miejscowości Rzepiska przysiółka Grocholów Potok. Grzbietem tym i przez Przełęcz nad Łapszanką prowadzi droga z Łapsz Wyżnych przez Łapszankę i Rzepiska do Jurgowa. W pobliżu Przełęczy nad Łapszanką prowadzi granica polsko-słowacka, nie biegnie ona jednak wierzchołkiem grzbietu, lecz nieco poniżej, jego południowymi stokami.
Spod przełęczy, z obydwu jej stoków spływają dwa potoki. Na północną stronę spływa potok Łapszanka, w dolinie którego znajduje się polska miejscowość Łapszanka. Tuż przy przełęczy i poniżej niej znajduje się przysiółek Łapszanki zwany Wyżnim Końcem. Na południową stronę spływa spod przełęczy Osturniański Potok, w dolinie którego znajduje się słowacka miejscowość Osturnia.
Dokładnie na Przełęczy nad Łapszanką stoi wymurowana w 1928 kapliczka z dzwonem ufundowanym przez mieszkańców Łapszanki. Za pomocą tego dzwonu ostrzegano ludzi przed zbliżającą się burzą. Wierzono również, ze ma on zdolności odpędzania burzy. 17 lipca 1967 podczas jednego z takich ostrzegań piorun zabił dzwoniącego w kapliczce młodego mieszkańca Łapszanki. W 2000 r. we wnętrzu kapliczki umieszczono kopię obrazu Matki Boskiej Częstochowskiej.
Rejon przełęczy i bezleśny grzbiet ciągnący się po obydwu jej stronach jest dobrym punktem widokowym. Szczególnie okazale prezentują się stąd pobliskie Tatry Bielskie i Tatry Wysokie

## Szlaki turystyczne
rowerowy z Trybsza przez Piłatówkę, Przełęcz nad Łapszanką, Holowiec, Pieski Wierch i doliną Potoku Kacwińskiego do Łapsz 
Niżnych
 Transbeskidzki Szlak Konny, odcinek z Trybsza przez Piłatówkę, Przełęcz nad Łapszanką, Holowiec, Pieski Wierch do Kacwina
  pieszy i rowerowy: Kacwin – Wielka Frankowa – Osturnia – Przełęcz nad Łapszanką – Łapszanka